# Pöllä (ö i Egentliga Finland, Nystadsregionen, lat 60,52, long 21,54)
Pöllä är en ö i Finland. Den ligger i Skärgårdshavet och i kommunen Tövsala i den ekonomiska regionen  Nystadsregionen i landskapet Egentliga Finland, i den sydvästra delen av landet. Ön ligger omkring 41 kilometer väster om Åbo och omkring 190 kilometer väster om Helsingfors.
Öns area är 4,3 hektar och dess största längd är 330 meter i nord-sydlig riktning.